# 市川右太衛門プロダクション
市川右太衛門プロダクション（いちかわうたえもんプロダクション、1927年5月 - 1936年）は、かつて奈良県に存在した映画会社である。当時の若手人気俳優市川右太衛門が設立したスタープロダクションであり、生駒郡伏見村（現・奈良市）にあった遊園地内に撮影所を建設、9年にわたって稼働した。通称右太プロ。

## 略歴・概要
1927年（昭和2年）2月、牧野省三率いるマキノ・プロダクションのスター俳優だった市川右太衛門は同社を退社、同年4月に設立したのが、この「市川右太衛門プロダクション」である。
当時、大阪府三島郡豊川村（現在は箕面市の一部）の村議会議員で芸能興行会社を経営していた笹川良一が、大阪電気軌道が前年にオープンした奈良市郊外・生駒郡伏見村（現在の奈良市あやめ池北1丁目）の「あやめ池遊園地」内の敷地を斡旋、同地に撮影所を建設することができた。設立第1作は『侠骨漢 笑ふな金平 前篇』で、同作は、帝国キネマ芦屋撮影所から引き抜いた押本七之助を監督に、おなじく曽我正史（振津嵐峡）に脚本を書かせ、配給提携先の東亜キネマの等持院撮影所にいた下村健二がカメラを回した作品で、右太衛門主演のもと、同年4月29日の天長節の日に公開された。
1928年（昭和3年）5月28日公開の山口哲平監督の『酒井忠輔』から配給提携先を松竹キネマに変更、また、1930年（昭和5年）からは、「市川右太衛門プロダクション第二部」を創設、従来の脇役俳優、他社で主役を張っていた俳優を主役に、右太衛門の出演しない作品もつくり始めた。
同社は、1936年（昭和11年）まで製作をつづけた。同年2月7日に公開された中川信夫監督の『悪太郎獅子』を最後に、同社は松竹に吸収され、右太衛門は松竹太秦撮影所に入社した。「あやめ池撮影所」は閉鎖された。
その後同年5月、右太衛門の実兄・山口天龍が同撮影所を引き継ぎ、同地に「全勝キネマ」を設立、「右太プロ第二部」の主役級を残留させて、サイレント映画の量産を開始した。

## 関連事項
- マキノ・プロダクション （牧野省三）
- 東亜キネマ
- 河合映画製作社
- 松竹キネマ
- 全勝キネマ （山口天龍）
- 近鉄あやめ池遊園地 （2004年閉園）
- 近畿大学附属小学校 （2008年移転）
- 菖蒲池駅

## 註
1. ↑  立命館大学衣笠キャンパスの「マキノ・プロジェクト」サイト内の「管家紅葉氏談話」の記述を参照。